# Sjoerd de Vries (kunstschilder)
Sjoerd de Vries (Oudehaske, 9 november 1941 – Leeuwarden, 7 januari 2020) was een Nederlands schilder, beeldend kunstenaar en graficus.

## Loopbaan
De Vries bracht zijn jeugd door in Oudehaske. In zijn jeugd was de Vries een schaatser en hardloper. Hij was Fries kampioen op de 100 meter sprint. Al had hij op de ambachtsschool vakdiploma's voor machinebankwerker en huisschilder gehaald, zijn interesse voor de kunst maakte dat hij naar de kunstacademie Minerva in Groningen ging. Het was van korte duur: hij bleek daar slecht inpasbaar.
Terug in Oudehaske werkte hij als huisschilder, melkcontroleur en landarbeider om aan geld te komen. In 1963 verhuisde hij naar Leeuwarden. In de jaren vijftig kwam De Vries in contact met de autodidactische schilder Boele Bregman en de naïeve schilder Jentsje van der Sloot. Erkenning kreeg hij na zijn eerste expositie in 1962. Later volgden solotentoonstellingen in het Singer Museum in Laren (1996) en het Gemeentemuseum Den Haag (2003). In 1964 trouwde hij en kreeg in 1970 een dochter. 
Zijn 'handelsmerk' is de gemengde techniek die hij voor zijn werk gebruikte: oud karton met beenderlijm tussen de lagen dat hij insneed, bewerkte met een strijkijzer, beschilderde en nogmaals met het mes bewerkte, enzovoorts. Bij zijn schilderingen werkte hij vaak met olieverf.
Zijn atelier in de Muntflat in Heerenveen noemde hij wel zijn laboratorium. Schrijver Theun de Vries noemde hem in een essay uit 1972 "een magische laborant". De Deelen, volgens De Vries 'de onderkant van de Himalaya', was een van zijn favoriete onderwerpen. Ook is hij bekend van zijn (zelf)portretten. Zijn werk is, onder andere, te zien in Museum Belvédère in Oranjewoud.
Na de jaren tachtig herstelde De Vries van depressies en stopte hij met drinken. De Vries gaf in de jaren negentig les aan de Vrije Academie in Leeuwarden.
In het kader van de BKR schilderde De Vries in 1971 in opdracht van de gemeente Leeuwarden portretten van drie naoorlogse burgemeesters: mr. Adriaan van der Meulen (1946-1966), Willem Harmsma (1966) en Johannes Brandsma (1967-1983). In 1971 ontstond opschudding over het portret dat De Vries van burgemeester Van der Meulen had gemaakt. De burgemeester vond dat het schilderij niet goed leek: zijn oren zouden te groot zijn afgebeeld. Via de rechter dwong hij een expositieverbod af tot tien jaar na zijn dood. Op vrijdag 24 oktober 2003 liep dat ultimatum af en werd het portret, in aanwezigheid van de kunstenaar, tentoongesteld in het Fries Museum.
De Vries overleed in 2020 op 78-jarige leeftijd.
- Gemeinsame Normdatei: 1119364027
- International Standard Name Identifier: 0000 0004 4457 5201
- Library of Congress Control Number: n93059525
- RKD-Nederlands Instituut voor Kunstgeschiedenis: 82160
- Virtual International Authority File: 8322147967375584200001